# فالمي (نيفادا)
فالمي (بالإنجليزية: Valmy)‏ هو مكان مخصص للإحصاء في مقاطعة هومبولت في ولاية نيفادا الأمريكية، سميت على معركة فالمي في فرنسا.  وهي موطن منجم لون تري الكبير لتعدين الذهب التابع لشركة نيومونت؛ انتهى التعدين هناك في عام 2007،  رغم وجود مورد صغير للذهب هناك.  فالمي هي أيضا موطن محطة شمال فالمي لتوليد الطاقة، المملوكة بشكل مشترك من قبل إن في إنيرجي وإيداهو باور. 
فالمي بها مكتب بريد، ورمزها البريدي 89438. بلغ عدد سكان التجمع 37 نسمة حسب تعداد عام 2000. 